# Guy Lafleur
Guy Damien Lafleur (ur. 20 września 1951 w Thurso, zm. 22 kwietnia 2022 w Montrealu) – kanadyjski hokeista.

## Przebieg kariery
- Quebec Junior Aces (1966–1969)
- Quebec Remparts (1969–1971)
- Montreal Canadiens (1971–1985)
- New York Rangers (1988–1989)
- Quebec Nordiques (1989–1991)

## Nagrody
Dotyczy nagród w ligach LHJMQ i NHL
- 1970–1971 Trophée Jean Béliveau
- 1975–1976 Art Ross Trophy
- 1975–1976 Lester B. Pearson Award
- 1976–1977 Art Ross Trophy
- 1976–1977 Hart Memorial Trophy
- 1976–1977 Conn Smythe Trophy
- 1976–1977 Lester B. Pearson Award
- 1977–1978 Art Ross Trophy
- 1977–1978 Hart Memorial Trophy
- 1977–1978 Lester B. Pearson Award